# I’ve Heard That Song Before
I Heard That Song Before ist ein Song von Jule Styne (Musik) und Sammy Cahn (Text), der 1942 veröffentlicht wurde.
Styne und Cahn schrieben (It Seems) It Seems I Heard That Song Before für den Film Youth on Parade (1942, Regie Albert S. Rogell) mit John Hubbard, Ruth Terry und Martha O’Driscoll in den Hauptrollen. Im Film wurde der Song von Martha O’Driscoll vorgestellt, synchronisiert von Margaret Whiting. Der Song erhielt 1943 eine Oscar-Nominierung in der Kategorie Bester Song.
(It Seems) I Heard That Song Before wurde u. a. von Vera Lynn und Johnny Jones And His Orchestra gecovert (Hit Record 7038), ferner vom Harry James Orchestra mit der Bandvokalistin Helen Forrest (Columbia 36668). Deren Aufnahme entstand am 31. Juli 1942, einen Tag vor dem Recording ban, und gelangte in den Vereinigten Staaten sowohl in den Pop- als auch in den R&B-Charts auf Position 1. 1943 war der Song auch im Bandrepertoire der Swingorchester von Kay Kyser, Tommy Dorsey, Benny Carter, Bob Chester, Freddie Slack und in Europa von Eddie Brunner und Thore Ehrling. In den 1950er- und 60er-Jahren wurde der Song u. a. auch von Patti Page, Frank Sinatra, Eydie Gormé/Steve Lawrence, Pat Boone, Sammy Davis junior, Buddy Rich, Dave Pell, Urbie Green, Frank Capp, Louie Bellson, Mel Tormé / George Shearing und der Dutch Swing College Band gespielt.